# Yentl van Stokkum
Yentl van Stokkum (1991) is een Nederlandse dichter en toneelschrijver.

## Biografie
Van Stokkum studeerde Writing for Performance aan de Hogeschool voor de Kunsten Utrecht. Na haar afstuderen werd zij geselecteerd voor het Slow Writing Lab van het Nederlands Letterenfonds en volgde zij een ontwikkelingstraject bij productiehuis De Nieuwe Oost ❘ Wintertuin. In 2019 werd haar voorstelling Chimo zei Lila genomineerd voor de BNG Bank Theaterprijs.
In 2021 debuteerde Van Stokkum als dichter met de bundel Ik zeg Emily, waarin de dichter bezeten raakt van de geest van Emily Brontë. Daarnaast ontving ze in 2021 het C.C.S. Crone-stipendium voor beloftevolle Utrechtse auteurs. Voor haar tweede bundel kreeg zij in 2022 een projectsubsidie van het Nederlands Letterenfonds.
Samen met Stefanie Liebreks en Joost Oomen beheert Van Stokkum het Instagramaccount Poëzie is een daad, waarop dagelijks een Nederlandstalig gedicht wordt geüpload. Van Stokkum maakt deel uit van de redactie van literair tijdschrift De Revisor.

## Onderscheidingen
- 2021 - C.C.S. Crone-stipendium [5]

#### Poëzie
- 2021 - Ik zeg Emily (Hollands Diep)
- 2023 - Winterbloeiers (Hollands Diep)

#### Toneel
- 2017 - Chimo zei Lila, nominatie BNG-Bank Theaterprijs.[8]
- 2019 - Heidi Pippi Sissi Ronnie Barbie [8]
- 2022 - Oma is een avatar [9]

- International Standard Name Identifier: 0000 0004 9412 7255
- Virtual International Authority File: 22161879241233612215
- WorldCat: E39PCjHDKPW99gXBGXQq97WGpd